# تبلیغات برخط
تبلیغات آنلاین (به انگلیسی: Online advertising) بازاریابی آنلاین یا بازاریابی اینترنتی، یک شکل از بازاریابی و تبلیغ است که از اینترنت برای تحویل دادن پیام‌های بازاریابی تبلیغاتی به مشتریان استفاده می‌شود. آن، بازاریابی با ایمیل، موتور جستجوی بازاریابی، رسانه‌های اجتماعی بازاریابی، بسیاری از انواع نمایش تبلیغات،(شامل تبلیغات عنوان وب) و تبلیغات موبایل را شامل می‌شود. شبیه دیگر رسانه‌های تبلیغاتی، تبلیغات آنلاین غالباً دو شخص را در بر می‌گیرند؛ یک ناشر که آگهی‌ها را به درون محتوای آنلاینش می‌گنجاند و یک آگهی‌دهنده که آگهی‌هایی که نمایش داده می‌شود را برای ناشر فراهم می‌کند. شرکت‌کنندگان بالقوه دیگر، شامل آژانس‌های آگهی‌دهنده که کمک به تولید و قرار دادن متن آگهی می‌کنند، یک سرویس‌دهنده آگهی که به‌ طور فنی آگهی‌ها و آمارها را تحویل می‌دهد و وابسته‌های تبلیغاتی که برای آگهی‌دهنده کار تبلیغاتی مستقل انجام می‌دهند. تبلیغات آنلاین یک تجارت بزرگ محسوب می‌شود که به سرعت رشد می‌کند. در سال ۲۰۱۱، درآمدهای تبلیغات اینترنتی در آمریکا از دیگر رسانه‌ها نظیر تلویزیون پیشی گرفته و تقریباً، از برنامه‌های تلویزیونی فراتر رفته‌ است. در سال ۲۰۱۳، درآمدهای تبلیغات اینترنتی در آمریکا بالغ بر ۴۲٫۸ بیلیون دلار بوده که با ۱۷ درصد افزایش نسبت به ۳۶٫۵۷ بیلیون دلار در سال ۲۰۱۲ می‌باشد. موفقیت درآمدهای تبلیغات اینترنتی در آمریکا از ۲۰٫۱ بیلیون دلار در نیمه نخست سال ۲۰۱۳، ۱۸ درصد افزایش نسبت به مدت زمان مشابه در سال ۲۰۱۲ دارد. تبلیغات آنلاین به‌طور گسترده تقریباً در سرتاسر همه بخش‌های صنعتی مورد استفاده قرار می‌گیرند. بسیاری از رسم‌های رایج برای تبلیغات آنلاین بحث‌انگیز و به‌طور فزاینده‌ای در معرض نظارت هستند. درآمدهای تبلیغات آنلاین ممکن نیست به‌طور کافی جایگزین گروه‌های درآمدی ناشرهای دیگر شود. کاهش درآمد تبلیغات منجر شده تا تعدادی از ناشران، محتوای تبلیغات را در پشت دیوارهای پرداخت پنهان کنند.
تبلیغات آنلاین ویژگی‌های خاص خود را دارد. به عنوان مثال در تبلیغات اینترنتی می‌توان به راحتی اطلاعات را حذف یا اضافه کرد. همچنین در رسانه‌های برخط، امکانات بسیاری برای تجزیه و تحلیل داده‌ها وجود دارد. سرعت بازخورد گرفتن در تبلیغات برخط بسیار بالا است. آگهی‌دهنده با یکبار پرداخت هزینه می‌تواند بازخورد تبلیغات خود را مشاهده کند.

## تاریخچه
در روزهای آغازین اینترنت، تبلیغات آنلاین عموما ممنوع بود. برای مثال، ۲ نمونه از شبکه‌های پیش از اینترنت، ARPANet و NSFNet، "سیاست‌های مصرف مقبول"ی را داشتند که "استفاده تجاری از شبکه برای موسسات انتفاعی" را ممنوع می‌ساخت. NSFNet توقف تدریجی ممنوعیت‌های تجاری‌اش از سال ۱۹۹۱ آغاز کرد.

## ایمیل
اولین نمونه تبلیغاتی گسترده آنلاین از طریق پست الکترونیکی انجام شد. در سوم ماه مه ۱۹۷۸،‌رگری تورک، یک بازاریاب از DEC (شرکت لوازم دیجیتال)، یک ایمیل برای بسیاری از کاربران ARPANet ساحل غرب آمریکا فرستاد و برای مراسم رونمایی از مدل جدیدی از کامپیوترهای DEC تبلیغ کرد. علی‌رغم استفاده از سیاست‌های رایج قابل قبول، بازاریابی با نامه الکترونیکی به سرعت توسعه پیدا کرد و سرانجام به‌ عنوان ایمیل تبلیغاتی ناخواسته معروف شد. اولین پیام تبلیغاتی غیر تجاری بزرگ در ۱۸ ژانویه ۱۹۹۴ توسط مدیر سیستم دانشگاه اندروز، توسط پست عبوری یک پیام مذهبی به همه گروه‌های خبریUSENet فرستاده شد. ۴ ماه بعد، لورنس کانتر و مارتا سیگل، شرکا در یک شرکت قانونی، به‌طور گسترده خدمات قانونی‌شان را در یک USENet، با عنوان پستی کارت سبز بخت‌آزمایی تبلیغ کردند. ایمیل تبلیغاتی کارت سبز کانتر و سیگل تاریخچه‌ای از تبلیغات آنلاین، تحریک علاقه رایج به تبلیغات از طریق USENet و ایمیل قدیمی ترقی داد. اخیراً، ایمیل تبلیغاتی ناخواسته، یک عملکرد بیشتر صنعتی را ابداع کرده، جایی که ارسال‌کننده‌های ایمیل گروه‌هایی از کامپیوترهای آلوده به ویروس را برای فرستادن ایمیل از راه دور استفاده می‌کنند.

## نمایش آگهی‌ها
تبلیغات عنوان‌دار آنلاین در اوایل دهه ۱۹۹۰، به‌عنوان مالک‌های صفحه، گروه‌های درآمد اضافی را برای حمایت محتوای‌شان جستجو کردند. سرویس تجارت آنلاین نمونه عجیبی از عنوان‌های نمایش داده شده در پایین صفحه را برای تبلیغ فراورده‌ها استفاده می‌کند. اولین آگهی قابل کلیک وب توسط هدایت‌کننده شبکه جهانی در سال ۱۹۹۳، به یک شرکت حقوقی سیلیکون ولی فروخته شد. در سال ۱۹۹۴، تبلیغات عنوان‌دار وب توسط Hot Wired، جزء آنلاین از مجله اینترنتی، آگهی‌های عنوان‌دار را به AT,T و دیگر کمپانی‌ها فروخت. اولین آگهی AT,T روی Hot Wired با ۴۴ درصد کلیک همراه بود و به جای هدایت کلیک‌کننده‌ها به وب‌سایت AT,T، آگهی را به یک راهنمای آنلاین از ۷ عدد از بیشترین موزه‌های هنری تحسین شده متصل کردند.

## جستجوی آگهی‌ها
بروید به دات کام.(مقدمه دوباره ذکر شده در ۲۰۰۱ و قابل حصول توسط یاهو در سال ۲۰۰۳) اولین حراج کلید‌واژه جستجوی تبلیغات در سال ۱۹۹۸ به وجود آمد. گوگل کلمات آگهی خود را در سال ۲۰۰۰ در برنامه جستجوی تبلیغات صادر کرد و بخش کیفی خود را در سال ۲۰۰۲ معرفی کرد که جستجوی آگهی‌ها را توسط یک مجموعه از قیمت پیشنهادی و جستجوگرهایی که روی آگهی‌ها کلیک می‌کنند را دسته‌بندی می‌کند.

## روش‌های اخیر
اخیراً کمپانی‌هایی خواستند تا پیام‌های تبلیغاتی‌شان را درون محتوای سر‌مقاله یا سرویس‌های با ارزش وارد کنند. مثال‌ها، رسانه‌های Red Bull, Felix Baumgartner با پرش از فضای آنلاین، مجله‌های آنلاین کوکا کولا و درخواست‌های آزاد Nike برای اجرای مسیر شامل می‌شوند. آگهی‌دهندگان همچنین رسانه‌های اجتماعی و تبلیغات موبایل را در برداشتند. هزینه آگهی موبایل هر سال از سال ۲۰۱۰ تا سال ۲۰۱۳، ۹۰ درصد رشد داشته‌است.

## روش تحویل

### نمایش تبلیغاتی
نمایش تبلیغاتی به‌طور بصری پیام تبلیغاتی را با استفاده از متن، آرم‌ها، انیمیشن‌ها، ویدئو، تصاویر یا نمودارها منتقل می‌کند. نمایش تبلیغاتی غالباً کاربران را با ویژگی‌های ویژه‌ای برای افزایش اثر آگهی مورد هدف قرار می‌دهند. آگهی‌دهندگان آنلاین (به طور نمونه میان سرویس‌دهندگان آگهی‌شان) اغلب کلوچه‌هایی را استفاده می‌کنند که شناسایی کنندگان بی‌نظیر از کامپیوترهای مخصوص هستند که پیشنهاد می‌کنند کدام آگهی‌ها برای یک مشتری ویژه سودمند می‌باشد. کلوچه‌ها می‌توانند دنبال کنند که آیا یک کاربر یک صفحه را بدون خرید چیزی ترک کرده، بنابراین آگهی‌دهنده می‌تواند بعداً کاربر را با آگهی‌هایی از سایت بازدید شده توسط کاربر دوباره مورد هدف قرار دهد.
وقتی که آگهی‌دهندگان داده‌های سرتاسر وب‌سایت‌های متعدد دربارهٔ فعالیت یک کاربر آنلاین جمع‌آوری می‌کنند، آن‌ها می‌توانند یک تصویر با جزئیات از علاقه‌مندی‌های کاربر برای تحویل دادن بیشتر تبلیغات مورد هدف خلق کنند. این اجماع از داده‌ها، هدف رفتاری نامیده می‌شود.
آگهی‌دهندگان همچنین می‌توانند مخاطبانشان را با به کار بردن تبلیغات متنی و معنایی برای تحویل نمایش آگهی‌های مرتبط با محتوای صفحه وب جایی که آن‌ها ظاهر می‌شوند، مورد هدف قرار دهند.
هدف‌گذاری دوباره، هدف رفتاری و تبلیغات متنی، همه برای افزایش برگشت سرمایهٔ یک آگهی‌دهنده یا ROI، آگهی‌های بدون هدف طراحی می‌شوند. آگهی‌دهندگان ممکن است همچنین آگهی‌هایی را بر اساس یک جغرافیای مورد تردید کاربر با هدف جغرافیایی تحویل دهند. آدرس IP کاربر با تعدادی اطلاعات جغرافیایی ارتباط برقرار می‌کند. (دست کم مناطق کلی یا کشور کاربر)
اطلاعات جغرافیایی از یک IP می‌توانند مکمل و تصفیه شده با دیگر نمایندگی‌ها یا اطلاعاتی برای منحصر کردن دامنه‌ایی از مکان‌های ممکن باشند. برای مثال با ابزارهای موبایل، آگهی‌دهندگان می‌توانند گاهی اوقات از یک دریافت‌کننده تلفن یا برج‌های موبایل نزدیک محل استفاده کنند.
کلوچه‌ها و دیگر داده‌های پیوسته بر روی ماشین یک کاربر ممکن است محدودیت کمک بیشتر برای موقعیت یک کاربر فراهم کند.

### تبلیغات عنوان‌دار وب
عنوان‌های وب یا آگهی‌های عنوان‌دار، به‌طور نمونه نمایش آگهی‌های گرافیکی درون یک صفحه وب هستند. بسیاری از آگهی‌های عنوان‌دار توسط یک سرویس دهنده آگهی مرکزی تحویل داده می‌شود. آگهی‌های عنوان‌دار می‌توانند با استفاده از رسانه‌های ثروتمند، ویدئو، صدا، انیمیشن، دکمه‌ها، شکل‌ها یا کاربرد اجزای مؤثر دیگر Java applets,HTML5,Adobe Flash و دیگر برنامه‌ها را درج کنند.
همچنین سایت‌هایی هستند که مرجع آگهی و نیازمندی‌های اینترنتی و مکانی برای ثبت تبلیغات کالای نو و دست دوم مردم هستند.

### چارچوب آگهی (عنوان قدیمی)
چارچوب‌های آگهی، اولین شکل از عنوان‌های وب بودند. کاربرد گفتاری آگهی‌های عنوان‌دار اغلب به چارچوب آگهی‌های قدیمی مربوط می‌شوند. ناشرهای وب‌سایت توسط کنار گذاشتن یک فضای مخصوص روی صفحه وب، چارچوب آگهی‌ها را وارد می‌کنند. خطهای راهنمای واحد آگهی دایره تبلیغات مؤثر، اندازه‌های تصویر استاندارد شده برای واحدهای آگهی پیشنهاد می‌کنند.

### آگهی‌های استاندارد و غیر استاندارد
یک آگهی استاندارد در یک پنجره جستجوگر وب جدید نمایش داده می‌شود که بالای یک پنجره جستجوگر ابتدایی بازدیدکننده وب‌سایت باز می‌شود.
یک آگهی غیر استاندارد، یک پنجره جستجوگر جدید در زیر یک پنجره جستجوگر ابتدایی بازدیدکننده وب‌سایت باز می‌کند.

### آگهی شناور
یک آگهی شناور، یک نوع از آگهی رسانه‌های ثروتمند است که بر روی محتوای وب‌سایت مورد تقاضا گذاشته شده ظاهر می‌شود. آگهی‌های شناور ممکن است بعد از مدت زمان تنظیم شده ناپدید یا کمتر خودنما شوند.

### آگهی توسعه‌یافته
یک آگهی توسعه‌یافته، یک چارچوب آگهی رسانه ثروتمند است که اندازه‌های روی یک شرایط از پیش تعریف شده را تغییر می‌دهد. مانند یک میزان زمان تنظیم شده که یک بازدیدکننده روی یک صفحه وب صرف می‌کند، کلیک کاربر روی آگهی، یا حرکت موس کاربر سرتاسر آگهی.
آگهی توسعه‌یافته به آگهی‌دهندگان این امکان را می‌دهد تا بیشتر اطلاعات را در یک فضای آگهی محدود درج کند.

### عنوان‌های فریب‌دهنده
یک عنوان فریب‌دهنده یک آگهی عنوان‌دار جایی که نسخه آگهی را روی تعدادی صفحه نشان می‌دهد که کاربران معمولاً با آن مواجه می‌شوند. مانند پیام سیستم عملکرد یا پیام درخواست مشهور، که کاربر را به کلیک کردن بر روی آگهی تحریک می‌کند. عنوان‌های فریب‌دهنده به‌طور نمونه، آگهی‌دهنده را در آگهی ابتدایی ذکر نمی‌کنند و بنابراین آن‌ها یک شکل از به دام انداختن و بیرون کشیدن هستند. عنوان‌های فریب‌دهنده را معمولاً بالاتر از حد میانگین کلیک می‌کنند. اما کاربرهای فریب خورده ممکن است از آگهی‌دهندگان به جهت فریب دادن آن‌ها آزرده شوند.